# Nyborgs SK
Nyborgs SK, bildad 10 mars 1946, är en sportklubb i Nyborg i Sverige, som bedriver bandy, boule, fotboll och innebandy. Boulesektionen bildades 2006. Nyborgs SK Bandy vann Norrbottens distriktsmästerskap i bandy för herrar säsongen 2003/2004, och kvalificerade sig för spel i Allsvenskan säsongen 2008/2009 på herrsidan. Dock föll man ur, och flyttades ner till Division 1. Nyborgs SK har även ett P98-fotbollslag som vann Luleåspelen år 2011 och även vann serien. De deltog i Gothia Cup i Göteborg, där de tog sig till 1/32-final.